# Кузнецов Петро Савич
Петро́ Са́вич Кузнецо́в  (*20 січня (1 лютого) 1899, с. Богодуховськая Балка Усть-Хоперського округу Області війська Донського, нині Волгоградська область — †21 березня 1968, Москва) — російський лінгвіст, професор (1948); один із засновників Московської фонологічної школи. Праці з фонології, морфології, типології, історії російської мови, діалектології, африканістиці; мемуари.

## Біографія
Закінчив МДУ (1927, екстерном), вчився у Д. Н. Ушакова. Викладав в різних вузах Москви, з 1944 р. — в МДУ, з 1960 р. — на Відділенні структурної і прикладної лінгвістики. У 1930-ті рр. входив до групи «Языкофронт», з лівих позицій що виступала проти маризму. Один із засновників Московської фонологічної школи і один з ініціаторів розвитку африканістичних досліджень в СРСР. При його підтримці утворений сектор африканських мов в Інституті мовознавства АН СРСР. Підтримував також дослідження в області структурної і математичної лінгвістики; один з учасників семінару «Деякі вживання математичних методів в мовознавстві», проведеного в МДУ за пропозицією А. Н. Колмогорова (з яким був знайомий з дитинства).

## Наукова праця
Основна область наукових досліджень — історична морфологія російської мови і російська діалектологія; автор популярного підручника з історії російської мови (разом із С. І. Борковським). Але і за межами цієї області його наукові інтереси були дуже різноманітні, починаючи від автоматичного перекладу і теоретичної фонології до угро-фінських і африканських мов. Починаючи ще з 1930-х рр., опублікував декілька робіт по опису системи приголосних звуків суахілі, ввівши (вперше в російській граматичній традиції) в науковий обіг термін «приголосний клас»; згодом цей термін був перенесений А. А. Залізняком в опис системи приголосних звуків сучасної російської мови.
Залишив цікаві спогади про дитинство, юність і драматичне протистояння «офіційної» і «неофіційної» лінгвістики в СРСР.

## Праці
- П. С. Кузнецов. Очерки исторической морфологии русского языка. М., 1959. (рос.)
- П. С. Кузнецов. Русская диалектология. М., 1960. (рос.)